# Prosena macropus
Prosena macropus är en tvåvingeart som beskrevs av Thomson 1869. Prosena macropus ingår i släktet Prosena och familjen parasitflugor. Inga underarter finns listade i Catalogue of Life.